# Api (skytisk mytologi)
Api var en gudom ur skytisk mytologi. 
Hon var jordens och vattnets gudinna, dotter till Borysthenēs. 
Hon förenades med Papaios, och tillsammans skapade de världen och blev människornas föräldrar. 
Api blev genom interpretatio graeca av grekerna tolkad som Gaia. 